# Jelení (Nová Pec)
Jelení (někdy také Jelení Vrchy, dříve Hiršperky, německy Hirschbergen) je malá vesnice, část obce Nová Pec v okrese Prachatice v Jihočeském kraji. Nachází se asi šest kilometrů severozápadně od Nové Pece. Je zde evidováno 21 adres. Trvale zde žije 17 obyvatel. Je zde parkoviště a výchozí místo pro výlet k Plešnému jezeru a pro prohlídku Schwarzenberského plavebního kanálu.
Jelení leží v katastrálním území Nová Pec o výměře 59,91 km².

## Historie
První písemná zmínka o vesnici pochází z roku 1841.

## Obyvatelstvo
| Rok            | 1869 | 1880 | 1890 | 1900 | 1910 | 1921 | 1930 | 1950 | 1961 | 1970 | 1980 | 1991 | 2001 | 2011 | 2021 |
| -------------- | ---- | ---- | ---- | ---- | ---- | ---- | ---- | ---- | ---- | ---- | ---- | ---- | ---- | ---- | ---- |
| Počet obyvatel | 197  | 199  | 218  | 219  | 240  | 258  | 254  | 50   | 51   | 34   | 28   | 22   | 43   | 31   | 17   |
| Počet domů     | 27   | 27   | 27   | 27   | 29   | 34   | 36   | 40   | 40   | 11   | 10   | 11   | 17   | 17   | 15   |

## Pamětihodnosti

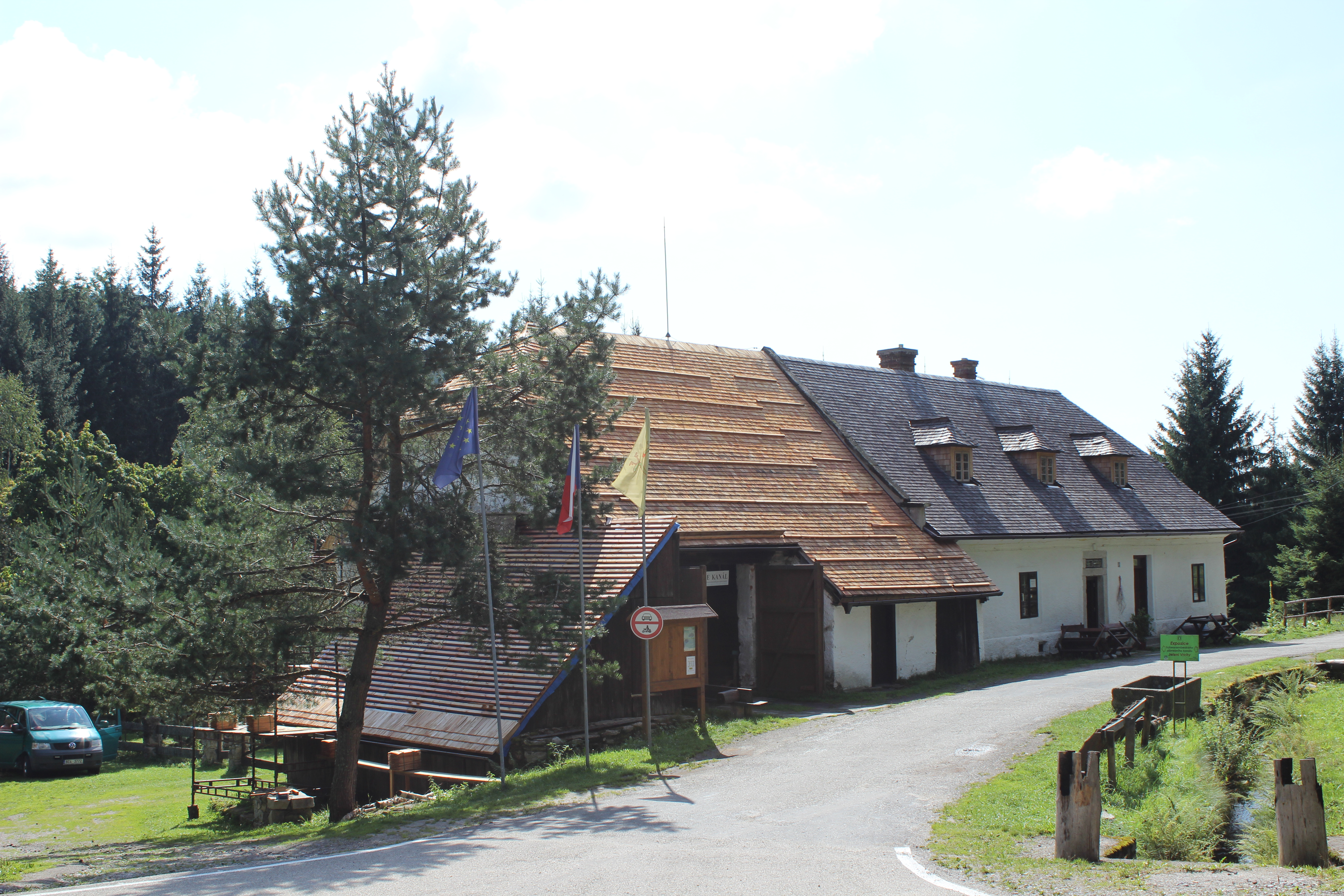
Dům čp. 13

Památkově chráněný je dům č.p.13., který představuje charakteristickou šumavskou usedlost z přelomu 18. a 19. století;. V domě je umístěna expozice o Schwarzenberském plavebním kanálu, jejíž součástí je plastická mapa oblasti s vyznačením objektů a míst, které se ke kanálu vztahují.

Severozápadně od vesnice je ústí vodního tunelu Schwarzenberského plavebního kanálu, který vesnicí prochází. U jižního portálu tunelu se nalézá turistické známkové místo číslo 509. Jelením prochází Medvědí stezka, naučná stezka, spojující Ovesnou a Černý Kříž. Při její trase severovýchodně od vesnice leží Jelení jezírko.

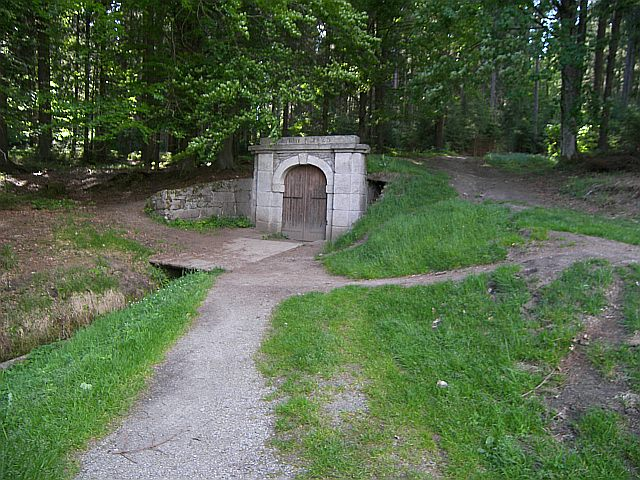
Jižní portál vodního tunelu Schwarzenberského kanálu